# Polyporus

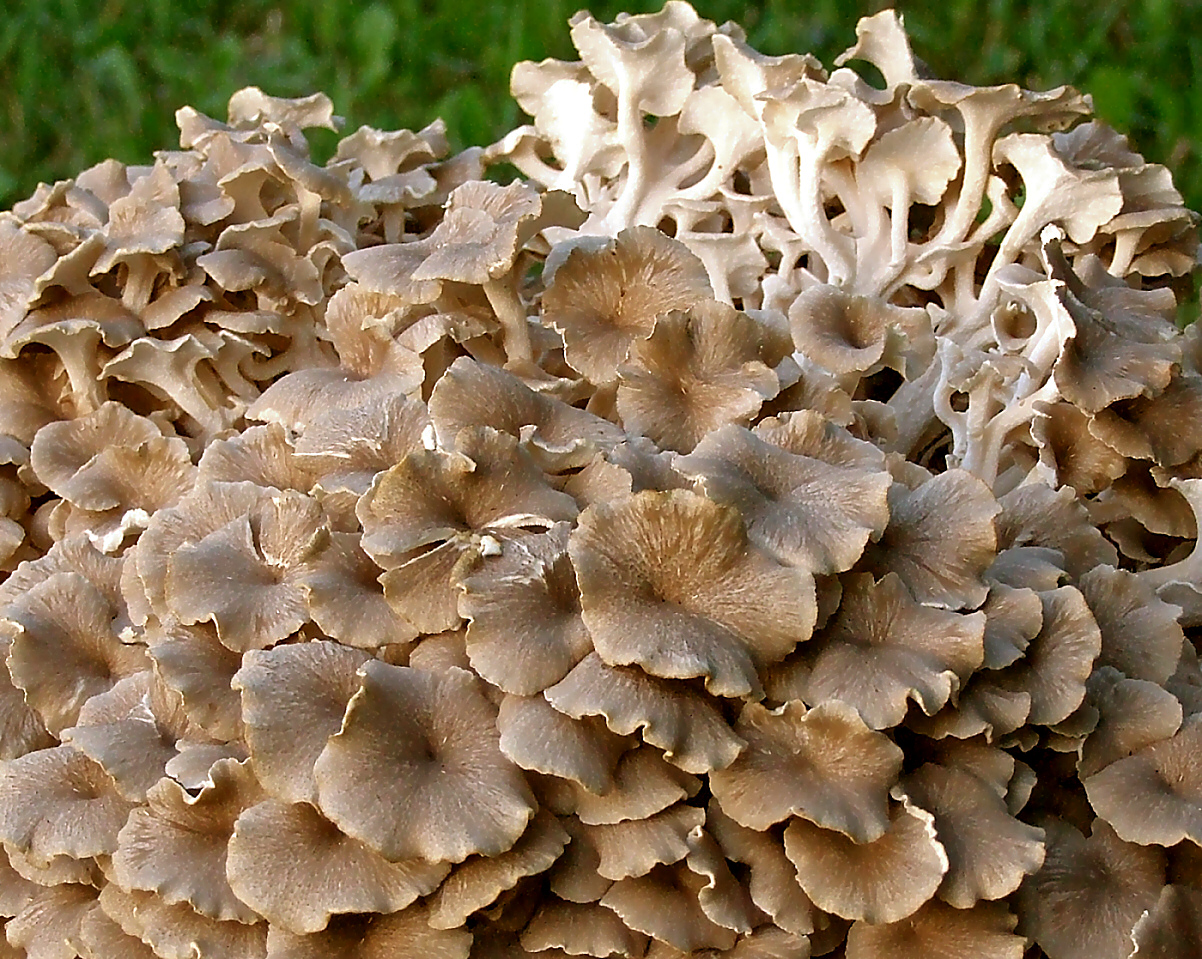
Żagiew wielogłowa

Polyporus P. Micheli ex Adans. (żagiew) – rodzaj grzybów należący do rodziny żagwiowatych (Polyporaceae) jako jej typ nomenklatoryczny. W Polsce było 10 gatunków zaliczanych do tego rodzaju, jednak po weryfikacji przeprowadzonej na początku XXI wieku większość z nich przeniesiona została do innych rodzajów.

## Charakterystyka
Rodzaj kosmopolityczny. Grzyby nadrzewne, saprotroficzne lub pasożytnicze, poliporoidalne. Owocniki roczne lub dwuletnie, kapeluszowe z trzonem bocznym lub centralnym i okrągłym, wypukłym lub lejkowatym kapeluszem. Powierzchnia górna gładka lub łuskowata, o barwie od białej do ciemnobrązowej. Miąższ w stanie świeżym twardy, w eksykatach skórzasty lub kruchy. Trzon kremowy do czarnego, u niektórych gatunków nagi lub drobno włochaty, ze sznurami grzybniowymi u podstawy, lub bez nich. Powierzchnia hymenialna biała do kremowej, w stanie suchym ciemnobrązowa, pory całe, okrągłe do kanciastych, małe do dużych, zbiegające na trzon lub niezbiegające. Kontekst biały do jasnobrązowego. System strzępkowy dimityczny, strzępki generatywne ze sprzążkami, u dwóch gatunków z prostymi przegrodami, strzępki łącznikowo-szkieletowe szkliste do brązowych, pełne lub ze światłem. Cystyd brak. Bazydiospory cylindryczne do subelipsoidalnych, cienkościenne, gładkie, szkliste, w odczynniku Melzera nieamyloidalne. Występują na żywych i martwych drzewach liściastych, rzadko na drzewach iglastych lub rozwijających się ze sklerocjów zagrzebanych w ziemi lub zanurzonych w drewnie. Powodują białą zgniliznę drewna.
Polyporus jest dość dobrze zdefiniowany przez owocniki kapeluszowe z trzonem i dimityczny system strzępkowy ze sklerowaciałymi strzępkami łącznikowymi, różniącymi się od strzępek łącznikowych u Trametes i pokrewnych rodzajów.

## Systematyka
Pozycja w klasyfikacji według Index Fungorum
Polyporaceae, Polyporales, Incertae sedis, Agaricomycetes, Agaricomycotina, Basidiomycota, Fungi (według Index Fungorum).
Synonimy naukowe
Atroporus Ryvarden, Bresadolia Speg., Cerioporus Quél., Cyanosporus, Dendropolyporus (Pouzar) Jülich, Favolus Fr., Hexagonia Pollini, Lentus Lloyd ex Torrend, Leucoporus Quél., Melanopus Pat., Mycelithe Gasp., Petaloides Lloyd ex Torrend, Polyporellus P. Karst., Polyporus P. Micheli, Poria Adans., Poria P. Browne, Tuberaster Boccone.
Nazewnictwo polskie
Polską nazwę podał Marcin z Urzędowa, do piśmiennictwa mykologicznego włączona została przez F. Błońskiego w 1889 r. Rodzaj ten opisywany był też pod nazwami huba i horosz.
Uwagi taksonomiczne
Rodzaj Polyporus został po raz pierwszy wyodrębniony przez Piera Micheli w Nova Plantarum Genera z 1729 r., zaliczono wtedy do niego 11 gatunków. Zawarta tam diagnoza taksonomiczna nie jest jednak poprawna w kontekście Międzynarodowego Kodeksu Nomenklatury Botanicznej ze względu na zbyt wczesną datę publikacji.
eſt plantæ genus, et Suillus, ſed capitulo in binas partes, ut ille non dirimitur, ſcilicet pars inferior hujuſce capituli A, & a ſuperiore B non ſeparabilis, & non ex fiſtulis ſolutis compoſita, ſed inſtar cribri C, aut Apium favi D, dumtaxat perforata, in cujus foraminulorum ore reperiuntur floras, & in corumdem ſemina, quemadmodum in antecedenti genere monuimus.
Gatunki występujące w Polsce
- Polyporus tuberaster (Jacq. ex Pers.) Fr. 1815 – żagiew guzowata
- Polyporus umbellatus (Pers.) Fr. 1821 – żagiew wielogłowa

Nazwy naukowe na podstawie Index Fungorum. Wykaz gatunków i nazwy polskie według Władysława Wojewody.